# BIND
BIND (Berkeley Internet Name Domain, anteriormente: Berkeley Internet Name Daemon) es el servidor de DNS más comúnmente usado en Internet, especialmente en sistemas Unix, en los cuales es un estándar de facto. Es patrocinado por la Internet Systems Consortium. BIND fue creado originalmente por cuatro estudiantes de grado en la University of California, Berkeley y liberado por primera vez en el 4.3BSD.
Paul Vixie comenzó a mantenerlo en 1988 mientras trabajaba para la DEC.
Una nueva versión de BIND (BIND 9) fue escrita desde cero en parte para superar las dificultades arquitectónicas presentes anteriormente para auditar el código en las primeras versiones de BIND, y también para incorporar DNSSEC (DNS Security Extensions). BIND 9 incluye entre otras características importantes: TSIG, notificación DNS, nsupdate, IPv6, rndc flush, vistas, procesamiento en paralelo, y una arquitectura mejorada en cuanto a portabilidad. Es comúnmente usado en sistemas GNU/Linux.

## Historia
BIND fue escrito originalmente a principios de los años 80 bajo el patrocinio de la DARPA. A mediados de los 80, el desarrollo del BIND quedó a cargo de empleados de DEC. Uno de estos empleados era Paul Vixie, quien continuó trabajando en BIND aún después de desvincularse de DEC. Más adelante ayudaría a fundar la ISC, la cual se convirtió en la organización responsable del mantenimiento de BIND.
El desarrollo de BIND 9 fue realizado con el auspicio conjunto del área comercial y militar. La mayoría de las funcionalidades de BIND 9 fueron impulsadas por proveedores de UNIX quienes querían asegurar que BIND se mantuviera competitivo con la oferta de Microsoft en el sector de soluciones DNS, y las funcionalidades relativas a DNSSEC fueron impulsadas por el ejército de Estados Unidos quien sintió que la seguridad en DNS era importante.

## Críticas

### Soporte para base de datos
Las versiones anteriores de BIND no ofrecen ningún mecanismo para almacenar y recuperar datos del sitio en diferentes condiciones en archivos de texto plano. Desde la versión 9,4 de BIND, DLZ ha estado disponible como una opción que permite tiempo de compilación para el almacenamiento del sitio en una gran variedad de formatos de bases de datos como por ejemplo LDAP, Berkeley DB, PostgreSQL, MySQL u ODBC.

### Seguridad
Como otras herramientas que estuvieron presentes desde los primeros días de Internet, BIND 4 y BIND 8 han tenido un gran número de vulnerabilidades de seguridad a lo largo del tiempo. BIND 9, habiéndose reescrito, tiene un historial mucho mejor en cuanto a este tema, aunque es común que se sigan encontrando problemas de seguridad tanto en las versiones actuales como las anteriores.

### Sitios de configuración
- BIND for the Small LAN (en inglés)
- Using DNS with BIND (en inglés)
- DNS & DHCP Setup Doc Archivado el 28 de agosto de 2008 en Wayback Machine. (Traducción al Español por Henry Izurieta - Ecuador)
- Configuración de Bind9 en Ubuntu 8.10 (video)

- Datos: Q41540